# Bolyphantes
Bolyphantes là một chi nhện trong họ Linyphiidae|.

## Các loài
- Bolyphantes alticeps (Sundevall, 1833)
- Bolyphantes distichoides Tanasevitch, 2000
- Bolyphantes distichus (Tanasevitch, 1986)
- Bolyphantes kilpisjaerviensis Palmgren, 1975
- Bolyphantes kolosvaryi (Caporiacco, 1936)
- Bolyphantes lamellaris Tanasevitch, 1990
- Bolyphantes luteolus (Blackwall, 1833)
- Bolyphantes mongolicus Loksa, 1965
- Bolyphantes nigropictus Simon, 1884
- Bolyphantes punctulatus (Holm, 1939)
- Bolyphantes sacer (Tanasevitch, 1986)
- Bolyphantes severtzovi Tanasevitch, 1989
- Bolyphantes supremus (Tanasevitch, 1986)